# Drábsko
Drábsko és un poble i municipi d'Eslovàquia que es troba a la regió de Banská Bystrica.

## Història
La primera menció escrita de la vila es remunta al 1566.

## Demografia
| Godina             | 1994 | 2004    | 2014    | 2024    |
| ------------------ | ---- | ------- | ------- | ------- |
| Nombre de persones | 274  | 246     | 209     | 156     |
| Diferència         |      | −10,21% | −15,04% | −25,35% |

| Godina             | 2023 | 2024   |
| ------------------ | ---- | ------ |
| Nombre de persones | 161  | 156    |
| Diferència         |      | −3,10% |